# Alfonzo McKinnie
Alfonzo McKinnie (Chicago, 17 settembre 1992) è un cestista statunitense.

## High school
McKinnie ha giocato i primi due anni di basket giovanile alla Curie High School di Chicago. Ha giocato la sua ultima stagione di scuola superiore alla Marshall High School, chiudendo con 11,2 punti e 8,5 rimbalzi a partita.

## College
McKinnie non era un grande scorer durante il suo anno alla Marshall High School e non era molto considerato in fase di reclutamento. Ha avuto la possibilità di giocare ad Eastern Illinois. Al secondo anno ha segnato 10,2 punti e 7,0 rimbalzi per partita. Dopo il suo secondo anno, si trasferì a Wisconsin-Green Bay, dove alla fine della sua stagione da redshirt ebbe la lesione di un menisco. Più tardi, in seguito a una nuova lesione, il menisco gli fu rimosso. Ha terminato la sua carriera universitaria con 7,1 punti e 5,1 rimbalzi di media in 96 partite.

## Carriera professionistica

### East Side Pirates (2015-2016)
Dopo non essere stato scelto nel Draft NBA 2015, ha iniziato la sua carriera professionistica con gli East Side Pirates in Lussemburgo in A2, dove è diventato il  primo marcatore, con una media di 26 punti a partita.

### Rayos de Hermosillo (2016)
Il 21 maggio 2016 ha firmato con il team messicano dei Rayos de Hermosillo. Un vecchio amico, l'ex ala di North Dakota, Emmanuel Little, gli chiese di unirsi al campionato CIBACOPA, torneo del Messico nordoccidentale. McKinnie divenne un giocatore importante della squadra, ha aiutato a portare i Rayos al titolo di regular season e alle finali prima di perdere la serie in quattro partite contro i Nauticos de Mazatlan.

### Windy City Bulls (2016-2017)
A settembre 2016 ha pagato 150 dollari per un provino con i Windy City Bulls della NBA G League. Il 30 ottobre 2016  è stato ingaggiato per il roster dei Bulls.  Tuttavia, è stato tagliato prima dell'inizio della stagione regolare.

### Toronto Raptors (2017-2018)
Il 9 luglio 2017 ha firmato con i Toronto Raptors. Ha debuttato in NBA il 19 ottobre 2017, giocando un solo minuto nella vittoria dei 117-100 contro i Chicago Bulls. Durante la sua stagione da rookie, è stato assegnato spesso per i Raptors 905, l'affiliata in G-League di Toronto. Il 17 luglio 2018 i Raptors hanno congedato McKinnie.

### Golden State Warriors (2018-2019)
Ha firmato con i Golden State Warriors per la stagione 2018-19, conquistando un posto nel roster iniziale della squadra.

### Chicago Bulls (2021-2022)
A dicembre del 2021 ha firmato con i Chicago Bulls un contratto da 10 giorni, data l'emergenza sanitaria causata dal Covid 19 che ha colpito la squadra dell'Illinois. Il 26 dicembre dello stesso anno i Bulls hanno deciso di convertire il suo contratto di 10 giorni a un contratto standard fino alla fine della stagione.

## Statistiche

### NCAA
| Anno      | Squadra           | PG | PT | MP   | TC%  | 3P%  | TL%  | RP  | AP  | PRP | SP  | PP   |
| --------- | ----------------- | -- | -- | ---- | ---- | ---- | ---- | --- | --- | --- | --- | ---- |
| 2010-2011 | EIU Panthers      | 25 | 5  | 11,8 | 54,5 | -    | 53,1 | 3,6 | 0,2 | 0,5 | 0,2 | 3,6  |
| 2011-2012 | EIU Panthers      | 29 | 27 | 23,8 | 56,7 | -    | 72,2 | 7,0 | 0,4 | 0,6 | 0,8 | 10,2 |
| 2013-2014 | Green Bay Phoenix | 9  | 0  | 12,8 | 42,9 | 46,2 | 83,3 | 2,8 | 0,2 | 0,3 | 0,4 | 4,6  |
| 2014-2015 | Green Bay Phoenix | 33 | 20 | 21,6 | 45,3 | 32,8 | 50,8 | 5,3 | 0,2 | 0,5 | 0,5 | 8,0  |
| Carriera  | Carriera          | 96 | 52 | 18,9 | 50,6 | 35,1 | 62,2 | 5,2 | 0,2 | 0,5 | 0,5 | 7,2  |

#### Massimi in carriera
- Massimo di punti: 24 vs Maine (30 novembre 2011)[8]
- Massimo di rimbalzi: 14 (2 volte)
- Massimo di assist: 2 (4 volte)
- Massimo di palle rubate: 2 (9 volte)
- Massimo di stoppate: 4 vs Loyola-Chicago (16 novembre 2011)
- Massimo di minuti giocati: 35 (2 volte)

### NBA

#### Regular season
| Anno      | Squadra             | PG  | PT | MP   | TC%  | 3P%  | TL%  | RP  | AP  | PRP | SP  | PP  |
| --------- | ------------------- | --- | -- | ---- | ---- | ---- | ---- | --- | --- | --- | --- | --- |
| 2017-2018 | Toronto Raptors     | 14  | 0  | 3,8  | 53,3 | 33,3 | 66,7 | 0,5 | 0,1 | 0,1 | 0,1 | 1,5 |
| 2018-2019 | G.S. Warriors       | 72  | 5  | 13,9 | 48,7 | 35,6 | 56,3 | 3,4 | 0,4 | 0,3 | 0,2 | 4,7 |
| 2019-2020 | Cleveland Cavaliers | 40  | 1  | 14,8 | 42,7 | 21,5 | 71,0 | 2,8 | 0,4 | 0,6 | 0,2 | 4,6 |
| 2020-2021 | L.A. Lakers         | 39  | 0  | 6,6  | 51,6 | 41,0 | 55,6 | 1,4 | 0,2 | 0,2 | 0,0 | 3,1 |
| 2021-2022 | Chicago Bulls       | 17  | 3  | 12,1 | 39,3 | 33,3 | 25,0 | 1,9 | 0,3 | 0,1 | 0,2 | 3,5 |
| Carriera  | Carriera            | 182 | 9  | 11,6 | 46,7 | 32,6 | 58,3 | 2,5 | 0,3 | 0,3 | 0,1 | 4,0 |

#### Play-off
| Anno     | Squadra       | PG | PT | MP   | TC%  | 3P%  | TL%  | RP  | AP  | PRP | SP  | PP  |
| -------- | ------------- | -- | -- | ---- | ---- | ---- | ---- | --- | --- | --- | --- | --- |
| 2019     | G.S. Warriors | 22 | 1  | 10,7 | 44,1 | 31,3 | 40,0 | 2,3 | 0,2 | 0,1 | 0,0 | 3,0 |
| 2021     | L.A. Lakers   | 2  | 0  | 6,0  | 0,0  | 0,0  | -    | 0,5 | 0,0 | 0,0 | 0,0 | 0,0 |
| Carriera | Carriera      | 24 | 1  | 10,3 | 41,9 | 29,4 | 40,0 | 2,1 | 0,2 | 0,1 | 0,0 | 2,8 |

#### Massimi in carriera
- Massimo di punti: 19 vs Chicago Bulls (29 ottobre 2018)[9]
- Massimo di rimbalzi: 10 (2 volte)
- Massimo di assist: 4 vs Brooklyn Nets (10 aprile 2021)
- Massimo di palle rubate: 3 (2 volte)
- Massimo di stoppate: 2 (2 volte)
- Massimo di minuti giocati: 30 vs New York Knicks (18 novembre 2019)

### G League
| Anno      | Squadra          | PG  | PT  | MP   | TC%  | 3P%  | TL%  | RP  | AP  | PRP | SP  | PP   |
| --------- | ---------------- | --- | --- | ---- | ---- | ---- | ---- | --- | --- | --- | --- | ---- |
| 2016-2017 | Windy City Bulls | 50  | 34  | 30,5 | 50,8 | 30,8 | 70,6 | 9,2 | 0,7 | 0,6 | 0,5 | 14,9 |
| 2017-2018 | Raptors 905      | 35  | 35  | 29,9 | 44,8 | 34,8 | 71,4 | 7,5 | 1,4 | 0,7 | 0,3 | 14,0 |
| 2021-2022 | Capitanes C.M.   | 10  | 10  | 38,7 | 45,5 | 42,0 | 86,2 | 9,3 | 1,7 | 0,7 | 0,2 | 24,1 |
| 2022-2023 | Capitanes C.M.   | 41  | 25  | 29,5 | 43,8 | 31,3 | 72,2 | 5,3 | 1,2 | 1,0 | 0,2 | 14,6 |
| Carriera  | Carriera         | 136 | 104 | 30,7 | 46,6 | 33,5 | 72,4 | 7,6 | 1,1 | 0,7 | 0,4 | 15,2 |